# Liste der Kantone im Département Corrèze
Das Département Corrèze liegt in der Region Nouvelle-Aquitaine in Frankreich. Es untergliedert sich in 3 Arrondissements mit 19 Kantonen (französisch cantons).

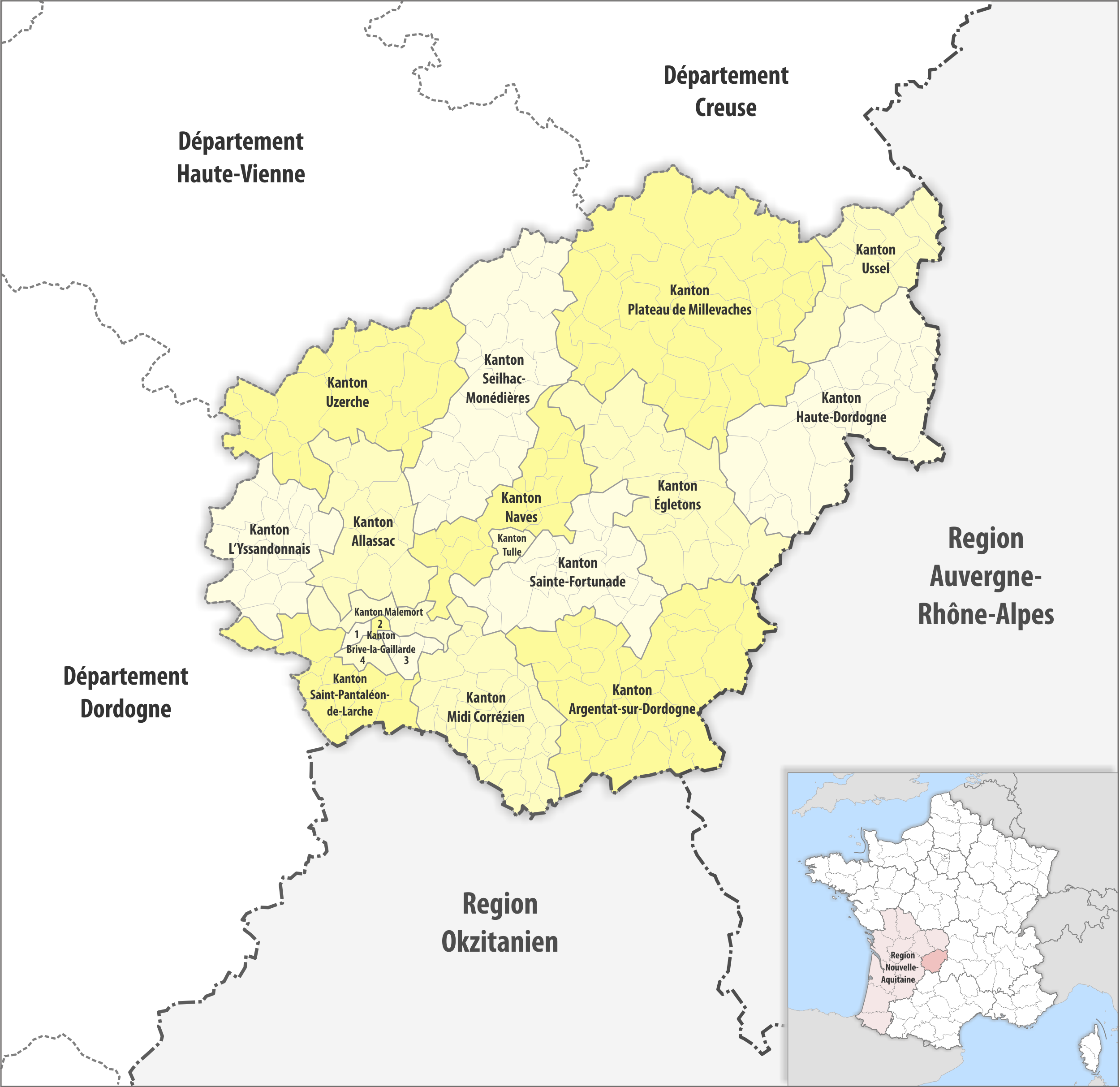
Gemeinden und Kantone im Département Corrèze

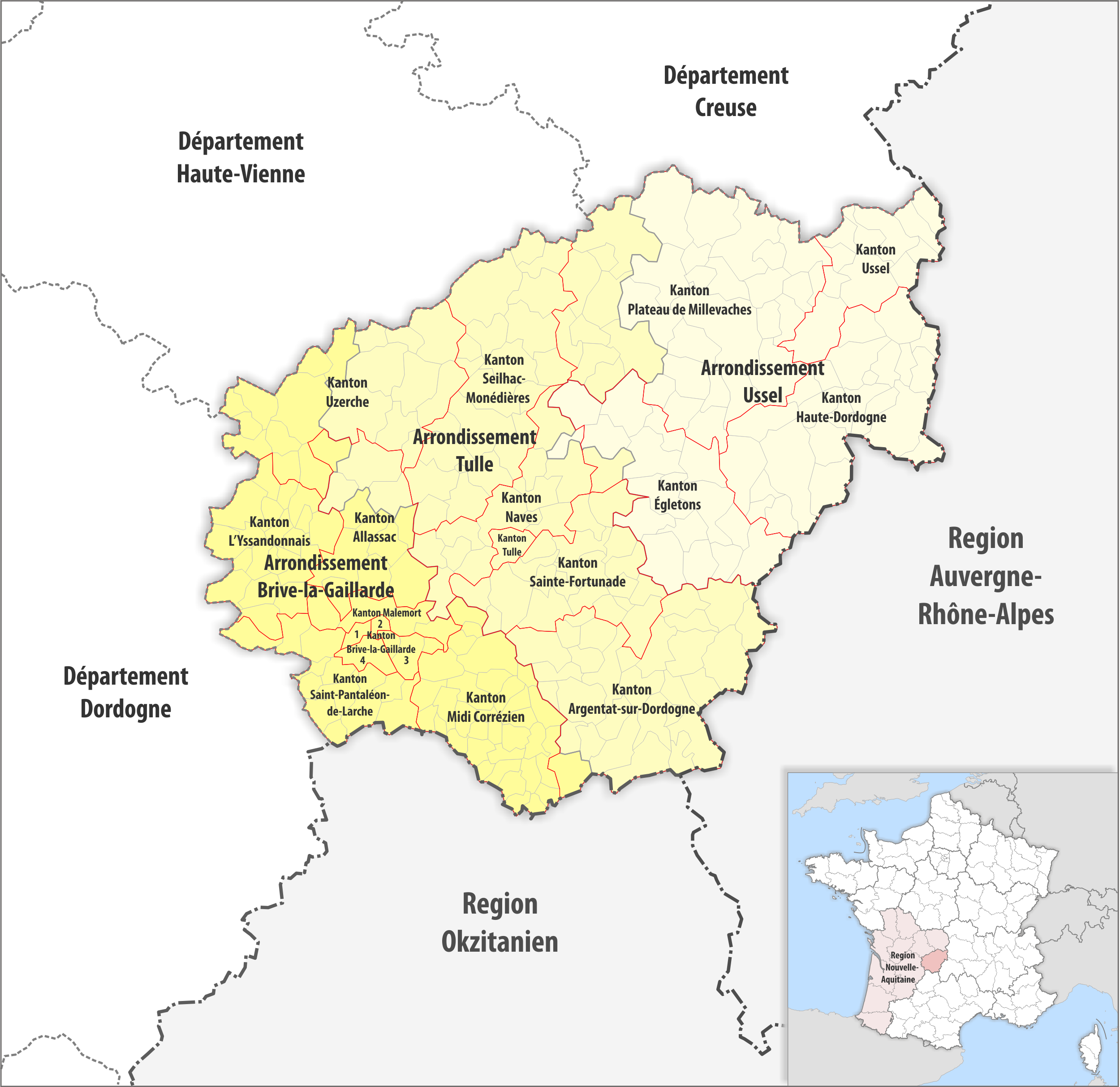
Gemeinden, Arrondissemente und Kantone im Département Corrèze

| Kanton                    | Gemeinden | Einwohner 1. Januar 2022 | Fläche km² | Dichte Einw./km² | Code INSEE | Arrondissement(e)         |
| ------------------------- | --------- | ------------------------ | ---------- | ---------------- | ---------- | ------------------------- |
| Allassac                  | 12        | 16.430                   | 282,25     | 58               | 1901       | Brive-la-Gaillarde, Tulle |
| Argentat-sur-Dordogne     | 30        | 11.602                   | 649,71     | 18               | 1902       | Brive-la-Gaillarde, Tulle |
| Brive-la-Gaillarde-1      | 1⁄4       | 12.118                   | 9,09       | 1.333            | 1903       | Brive-la-Gaillarde        |
| Brive-la-Gaillarde-2      | 1⁄4       | 12.787                   | 5,32       | 2.404            | 1904       | Brive-la-Gaillarde        |
| Brive-la-Gaillarde-3      | 2 1⁄4     | 12.262                   | 31,33      | 391              | 1905       | Brive-la-Gaillarde        |
| Brive-la-Gaillarde-4      | 1⁄4       | 13.104                   | 27,82      | 471              | 1906       | Brive-la-Gaillarde        |
| Égletons                  | 17        | 10.218                   | 470,85     | 22               | 1907       | Tulle, Ussel              |
| Haute-Dordogne            | 26        | 9.835                    | 568,24     | 17               | 1908       | Ussel                     |
| Malemort                  | 4         | 15.409                   | 80,04      | 193              | 1909       | Brive-la-Gaillarde        |
| Midi Corrézien            | 33        | 12.388                   | 364,35     | 34               | 1910       | Brive-la-Gaillarde        |
| Naves                     | 13        | 11.515                   | 258,51     | 45               | 1911       | Tulle, Ussel              |
| Plateau de Millevaches    | 33        | 10.290                   | 983,01     | 10               | 1912       | Tulle, Ussel              |
| Saint-Pantaléon-de-Larche | 13        | 15.898                   | 204,04     | 78               | 1913       | Brive-la-Gaillarde        |
| Sainte-Fortunade          | 20        | 10.500                   | 343,56     | 31               | 1914       | Tulle                     |
| Seilhac-Monédières        | 21        | 12.146                   | 534,33     | 23               | 1915       | Tulle                     |
| Tulle                     | 1         | 13.602                   | 24,44      | 557              | 1916       | Tulle                     |
| Ussel                     | 11        | 11.716                   | 243,10     | 48               | 1917       | Ussel                     |
| Uzerche                   | 19        | 13.902                   | 487,98     | 28               | 1918       | Brive-la-Gaillarde, Tulle |
| L’Yssandonnais            | 21        | 14.398                   | 288,86     | 50               | 1919       | Brive-la-Gaillarde        |
| Département Corrèze       | 278       | 240.120                  | 5.856,83   | 41               | 19         | –                         |

## Liste ehemaliger Kantone
Bis zum Neuzuschnitt der französischen Kantone im März 2015 war das Département Corrèze wie folgt in 37 Kantone unterteilt:
| Arrondissement     | Kantone |
| ------------------ | --- |
| Brive-la-Gaillarde | Ayen, Beaulieu-sur-Dordogne, Beynat, Brive-la-Gaillarde-Centre, Brive-la-Gaillarde-Nord-Est, Brive-la-Gaillarde-Nord-Ouest, Brive-la-Gaillarde-Sud-Est, Brive-la-Gaillarde-Sud-Ouest, Donzenac, Juillac, Larche, Lubersac, Malemort-sur-Corrèze, Meyssac, Vigeois |
| Tulle              | Argentat, Corrèze, Égletons, Lapleau, Mercœur, La Roche-Canillac, Saint-Privat, Seilhac, Treignac, Tulle-Campagne-Nord, Tulle-Campagne-Sud, Tulle-Urbain-Nord, Tulle-Urbain-Sud, Uzerche                                                                          |
| Ussel              | Bort-les-Orgues, Bugeat, Eygurande, Meymac, Neuvic, Sornac, Ussel-Est, Ussel-Ouest |